# نهر مبري
نهر مبري (بالفرنسية: Mbéré River)‏هو نهر في الكاميرون وتشاد . وهو يشكل جزءًا من حدود جمهورية إفريقيا الوسطى. إنه رافد لنهر لوغون .